# Estádio Olímpico Monumental
Het Estádio Olímpico Monumental was een Braziliaans voetbalstadion in Porto Alegre. Het werd in 1954 geopend als het Estádio Olímpico en werd in 1980 bij de renovatie omgedoopt in Estádio Olímpico Monumental.

## Geschiedenis
Het stadion werd in 1954 geopend met een capaciteit voor 38.000 toeschouwers. In 1980 werd het gerenoveerd en bood het plaats aan 85.000 toeschouwers. In 1990 werd deze teruggebracht naar 51.081. Het toeschouwersrecord werd vastgelegd op 26 april 1981 op 85.271 toen de club thuis verloor van Ponte Preta. Op 29 juli 1983 won de club in het stadion de Copa Libertadores tegen het Uruguayaanse Peñarol. In 2012 verhuisde de club naar het nieuwe Arena do Grêmio. 
Het stadion werd ook gebruikt voor grote concerten. 